# Mordet i tårnværelset
Mordet i tårnværelset er en samling af noveller, skrevet af Agatha Christie. Den er udgivet i Danmark i 1972 på forlaget Forum. Novellen, der har givet samlingen navn, med den oprindelige engelske titel "The Under Dog" er en lang fortælling, omtrent af halv romanlængde. Hercule Poirot benytter sig her ikke blot af psykologiske iiagttagelser, men også af en assistent, som udøver hypnose på et vidne. Hvepsereden er en af Christies korteste noveller, og de to sidste noveller er begge udgivet på dansk i andre samlinger.
De tre noveller indgår alle i TV-serien om Hercule Poirot med David Suchet i hovedrollen. De er indspillet i forskellige af seriens tidlige sæsoner 1989 - 1992 og senere udgivet på DVD  I filmatiseringen af Mordet i tårnværelset er det Miss Lemon, der benytter hypnose af et vidne under opklaringen.